# Azatrephes transiens
Azatrephes transiens là một loài bướm đêm thuộc phân họ Arctiinae, họ Erebidae.